# Cratere Manley
Manley è un cratere sulla superficie di Mercurio.